# Čitágáon
Čitágáon (bengálsky চট্টগ্রাম Caṭṭagrāma, anglicky Chittagong) je druhé největší město v Bangladéši a největší bangladéšský přístav. Leží při ústí řeky Karnaphul do Bengálského zálivu, nedaleko hranic s Barmou a Indií.
V minulosti sloužil čitágáonský přírodní přístav jako brána do celého Bengálska. Při svých cestách jej navštívilo mnoho cestovatelů, např. Süan-cang, Abú Abdallah ibn Battúta nebo Čeng Che. V 16. a 17. století přístav ovládali Portugalci pod názvem Porto Grande De Bengala. V době britské nadvlády v 19. století se vyvinul dnešní přístav v souvislosti s výstavbou železnic. Během druhé světové války bylo město důležitou základnou spojenců při bojích s Japonci v Barmě. Po rozdělení Britské Indie v roce 1947 se město stalo součástí Pákistánu, resp. jeho součásti Východního Pákistánu. Během bangladéšské války o nezávislost v roce 1971 byla ve městě vyhlášena bangladéšská nezávislost.
Čitágáonský přístav je důležitou součástí bangladéšské ekonomiky, když přes něj prochází přes 90 % bangladéšského zahraničního obchodu. Ve městě sídlí mnoho obchodních společností i průmyslových závodů, město má i vlastní burzu či univerzitu.

## Partnerská města
- Kalkata, Indie
- Kchun-ming, Čína
- Vientiane, Laos